# La Béninoise

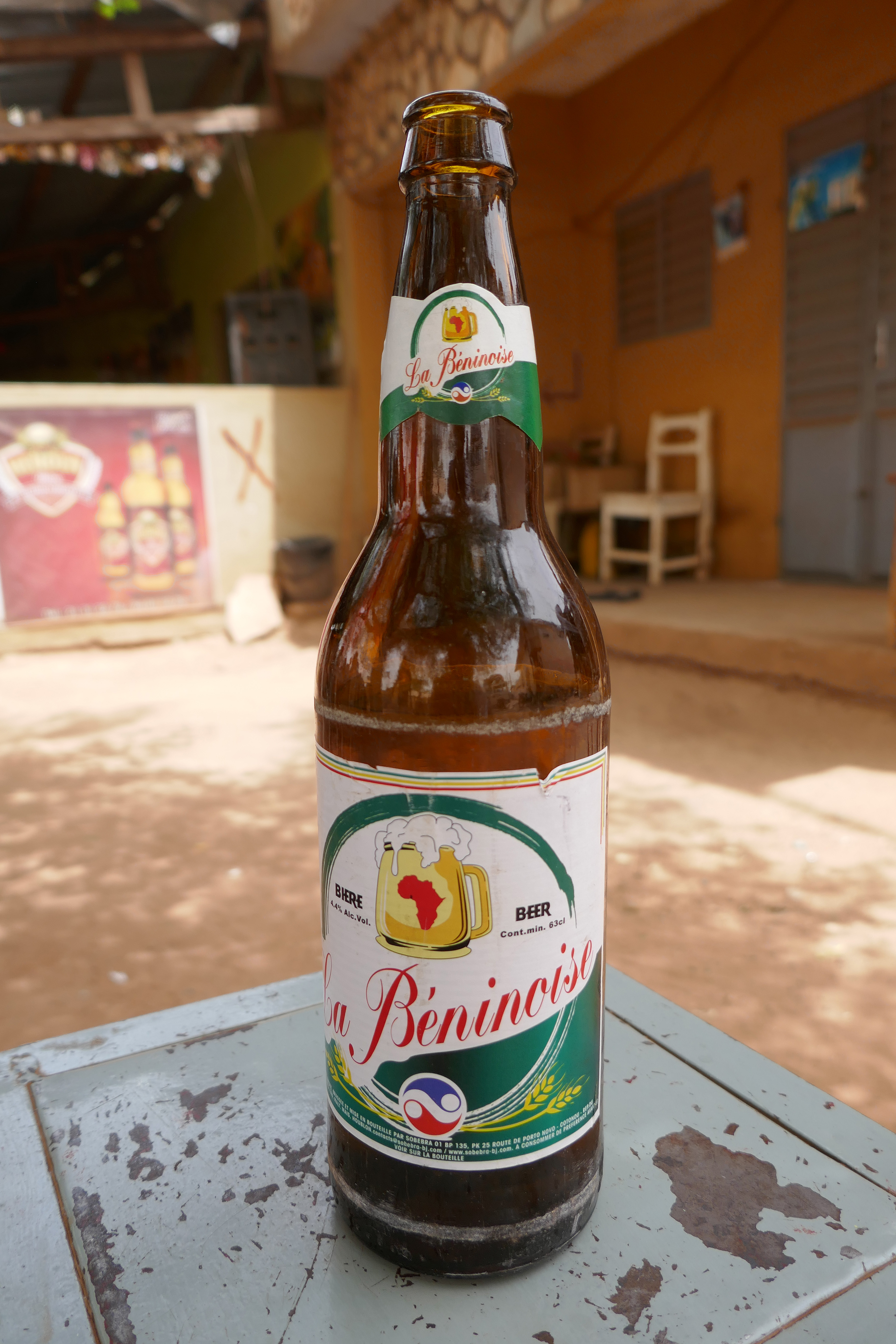
Une Béninoise

La Béninoise est une marque de bière du Bénin, commercialisée en Afrique de l'Ouest par la Société béninoise de brasseries (SOBEBRA).

## Histoire
Produite et commercialisée au Bénin depuis 1958, La Béninoise est une bière blonde ayant reçu plusieurs trophées. Disponible en 65 cl et en 33 cl. 